# Lithofaan

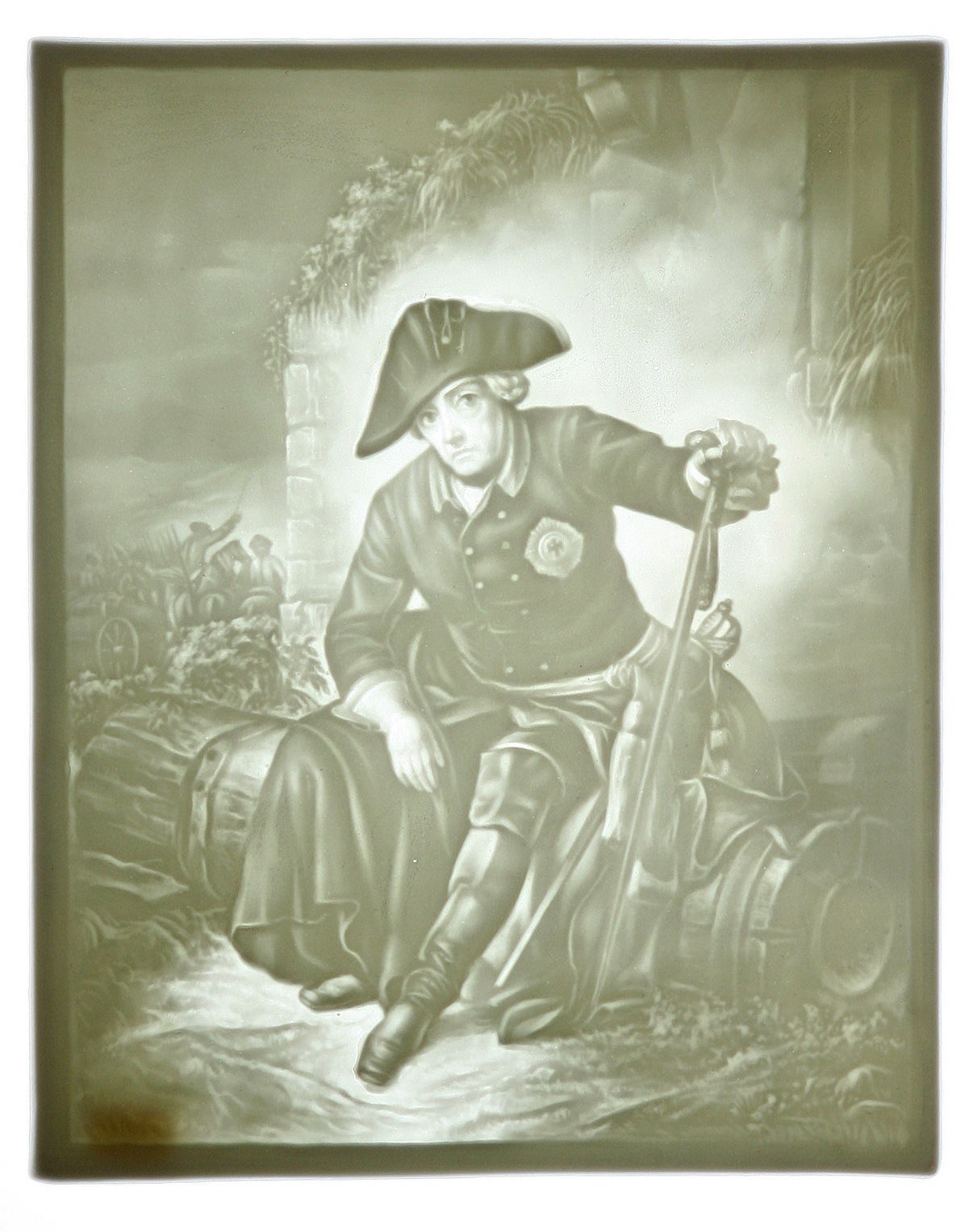
Een lithofaan die vanaf de achterzijde verlicht is.

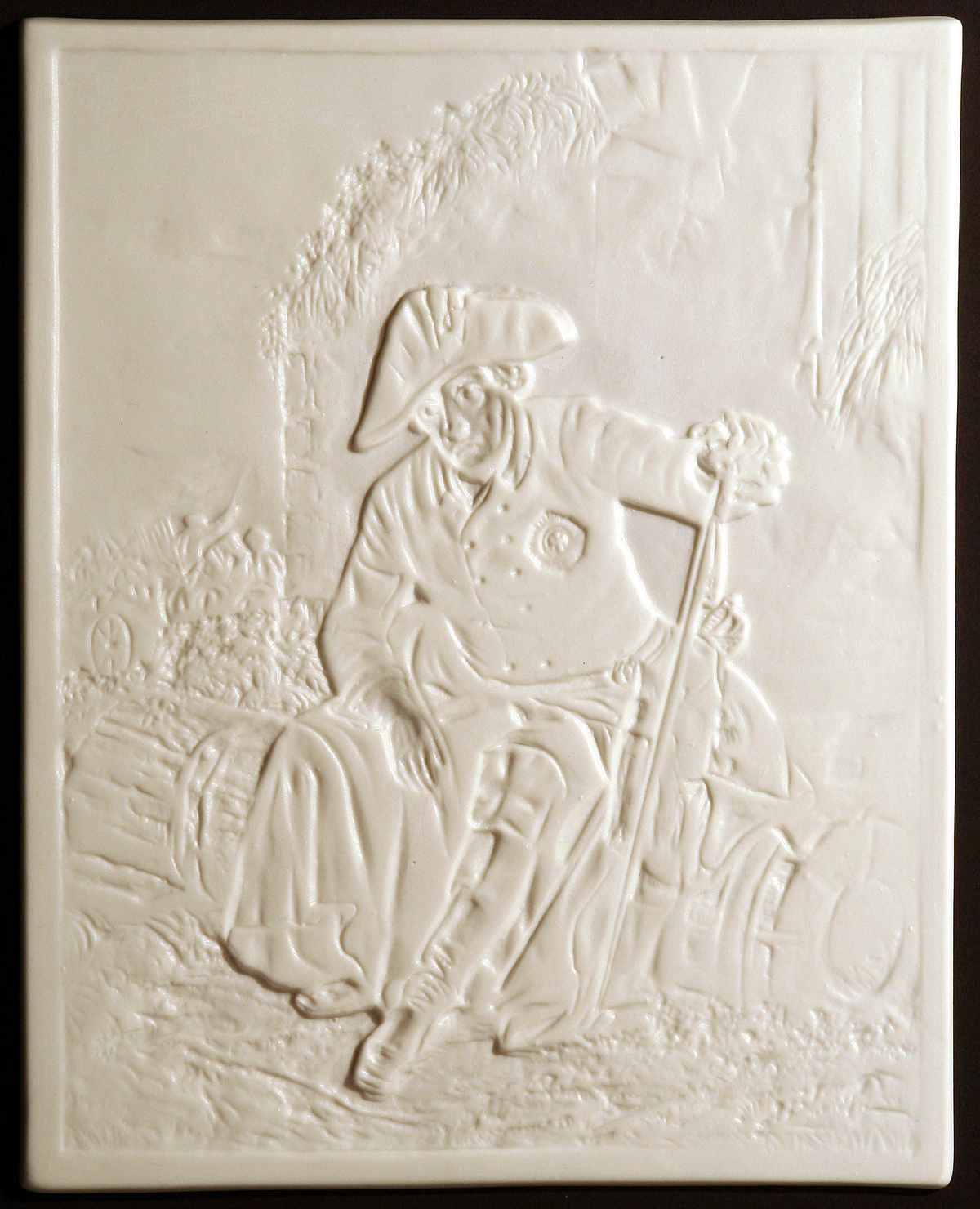
Dezelfde lithofaan, maar dan gezien met opvallend licht.

Een lithofaan is een geëtst of gevormd kunstwerk in zeer dun doorschijnend porselein dat alleen duidelijk zichtbaar is wanneer het van achteren wordt verlicht met een lichtbron. Het is een ontwerp of scène in diepdruk die "en grisaille" (in grijze) tinten verschijnt.
Een lithofaan geeft een driedimensionaal beeld weer; totaal verschillend van tweedimensionale gravures en daguerreotypieën die "plat" zijn. De eigenschappen van de beelden veranderen afhankelijk van de lichtbron erachter. De afbeelding van een lithofaanpaneel verandert gedurende de dag, afhankelijk van de hoeveelheid zonlicht. De wisselende lichtbron maakt lithofanen interessanter voor de kijker dan standaard tweedimensionale plaatjes.
Het woord "lithofaan" is afgeleid van het Griekse "lithos", wat steen of rots betekent, en "phainein" dat betekent "doen verschijnen" of "plotseling doen verschijnen". Hieruit wordt een betekenis afgeleid voor lithofaan van "licht in steen" of "verschijnen in steen", aangezien het driedimensionale beeld plotseling verschijnt wanneer het vanachteren wordt verlicht met een lichtbron.